# Kanton La Jarrie
La Jarrie is een kanton van het Franse departement Charente-Maritime. Het kanton maakt deel uit van de arrondissementen La Rochelle (12) en Rochefort (2)

## Gemeenten
Het kanton La Jarrie omvatte tot 2014 de volgende 14 gemeenten:
- Anais
- Bourgneuf
- Clavette
- Croix-Chapeau
- La Jarne
- La Jarrie (hoofdplaats)
- Montroy
- Saint-Christophe
- Saint-Médard-d'Aunis
- Saint-Rogatien
- Sainte-Soulle
- Saint-Vivien
- Salles-sur-Mer
- Vérines

Na de herindeling van de kantons bij decreet van 27 februari 2014, met uitwerking op 22 maart 2015, omvat het kanton volgende 14 gemeenten:
- Anais
- Bouhet
- Bourgneuf
- Clavette
- Croix-Chapeau
- La Jarne
- La Jarrie
- Montroy
- Saint-Christophe
- Saint-Médard-d'Aunis
- Saint-Rogatien
- Sainte-Soulle
- Thairé
- Vérines